# Петрократія
Петрократія (від лат. petroleum — нафта, та грец. κρατία — влада) або нафтова держава — політична система (держава), економіка якої сильно залежить від видобутку та експорту нафти чи природного газу, а при владі знаходяться еліти, пов'язані із їх видобутком. Зазвичай, такі держави є недемократичними і погано розвиненими, оскільки наявність надприбутків від видобутку нафти чи природного газу усуває стимули для розвитку стабільних і незалежних інститутів держави та для становлення в них постіндустріального суспільного ладу.
Слід зауважити, що лише одна наявність великих запасів нафти чи природного газу не робить державу петрократією: деякі з найбільших видобувачів нафти і газу мають досить диверсифіковані економіки і спроможні отримувати прибутки від різноманітних секторів економіки, а не тільки від енергетичного (наприклад Норвегія). В петрократіях зазвичай політична влада і економічний вплив зосереджені в руках еліт, пов'язаних із видобутком, а політичні інститути є непрозорими та політично корумпованими.

## Держави, які вважаються петрократіями
- Азербайджан[3]
- Алжир[2]
- Ангола[4]
- Бруней[5]
- Венесуела[2][1][4]
- Еквадор[2]
- Екваторіальна Гвінея[2][1]
- Індонезія[2]
- Іран[6][2][1]
- Казахстан[2]
- Камерун[2]
- Катар[2][1]
- Кувейт[1]
- Лівія[2][1]
- Мексика[2][1]
- Нігерія[2][1]
- Об'єднані Арабські Емірати[2][1]
- Оман[2]
- Республіка Конго[1]
- Росія (а до того СРСР)[7][2][1]
- Саудівська Аравія[6][2][1]
- Чад[2]

## Економіка
Петрократії значною мірою покладаються на нафту чи газ і це є їхнім основним джерелом доходу. Через це їхні економіки можуть бути вразливими до коливань цін на нафту чи природний газ, і коли ціни падають, то петрократії переживають кризу. Петрократії зазвичай характеризуються слабкими економіками, в яких продукти частіше імпортовуються ніж виготовляються всередині країни. Диверсифікація може успішно відбутися лише за певних умов, наприклад Мексика стала частиною Північноамериканської зона вільної торгівлі, або Дубай використав своє географічне положення щоб стати центром торгівлі та туризму. Однак, більшість петрократій все ж не намагаються диверсифікуватись, натомість намагаються встановити своє економічне домінування через великі державні нафтові чи газові компанії.

## Політичний режим
В деяких петрократіях їх лідери та уряди стають авторитарними через те, що вони за допомогою енергетичного сектору накопичують в своїх руках значні багатства та владу. Вони можуть використовувати ці ресурси для утримання контролю над політичною обстановкою, придушення опозиції або для тиску на демократичні інститути. Наприклад, дослідник Стівен Фіш називає надприбутки від нафти однією з основних причин провалу демократизації в Росії. Він пояснює це тим, що прибутки від експорту нафти підживлювали корупцію, а вона підривала процеси лібералізації. Крім того, він вказує на приклад Великої Британії та Норвегії, у яких прибутки від природних ресурсів не призвели до встановлення авторитаризму, оскільки на момент знаходження цих ресурсів вони вже були сталими демократіями. З ним погоджується й інший дослідник Майкл Росс, який казав що "випадок із Росією після 1998 року показує як нафтові прибутки можуть поставити під загрозу молоду демократію, підживлюючи популярність чинного лідера, який поступово прибирає механізми стримування і противаг проти їхньої влади".
Петрократії із авторитарними лідерами на чолі також називають петродиктатурами.
В той же час, уряди в багатьох петрократіях інвестують в соціальні програми, включно із медициною, освітою та соціальною допомогою, як це робили наприклад Кувейт, Саудівська Аравія, Об'єднані Арабські Емірати та Катар.

## Соціальні наслідки
Внаслідок того, що економіка сильно покладається на нафту чи природний газ, інші галузі економіки розвиваються недостатньо. Цей ефект називають Голландською хворобою. Наприклад, легка промисловість історично була ключовим фактором який підштовхував жінок до того, щоб працювати на рівні із чоловіками, і як наслідок, відстоювати свої права. В петрократіях зазвичай кількість жінок що працює є доволі малою, через що вони не можуть користуватися тими же соціальними та політичними свободами, які мають жінки в інших країнах.

## Ресурсне прокляття
Глобальні ціни на енергоносії можуть спричиняти турбулентні та непередбачувані потрясіння для економік петрократій. Недиверсифіковане покладання на нафтову чи газову галузь може спричинити політичну чи економічну кризу у випадку падіння ціни на ці енергоносії. Надмірне фінансування цих галузей за рахунок інших галузей економіки, таких як промисловість чи сільське господарство, шкодить економічному зростанню та конкуренції. Петрократії можуть потерпати від ресурсного прокляття, що означає що надлишок природних ресурсів може мати негативні наслідки для інших галузей економіки, а також негативні соціальні та політичні наслідки.

## Наслідки для клімату та навколишнього середовища
Видобуток та переробка нафти може мати серйозні наслідки для клімату та навколишнього середовища, зокрема забруднення, руйнування середовища існування та викиди парникових газів. Нещодавні дослідження ставлять під сумнів припущення, що перехід на відновлювану енергію призведе до занепаду петрократій. Крім того, перехід на зелену енергетику може створити нові експортні можливості для петрократій, оскільки енергомісткі сектори економіки в розвинених країнах знизять споживання, і це потенційно призведе до подальшого посилення ролі нафто- чи газовидобувної галузі в петрократіях, особливо на Близькому Сході.

## Культурні наслідки
Наявність процвітаючої нафтової чи газової галузі впливає на культурний ландшафт в петрократіях. Вона може проявити себе в надмірному споживанні, розростанні міст та появі специфічних культурних символів пов'язаних із багатством і статусом.
Наратив наявності великих нафтогазових ресурсів часто вплітається в національну ідентичність. Історія багатої нафтою країни може вплинути на колективну пам'ять і національну гордість. Культурні наративи можуть наголошувати на самозабезпеченні, економічній силі або ролі нафти в розбудові нації.